# Guadalupe de Ramírez
Guadalupe de Ramírez là một đô thị thuộc bang Oaxaca, México. Năm 2005, dân số của đô thị này là 1214 người.